# Orava (Slowakije)

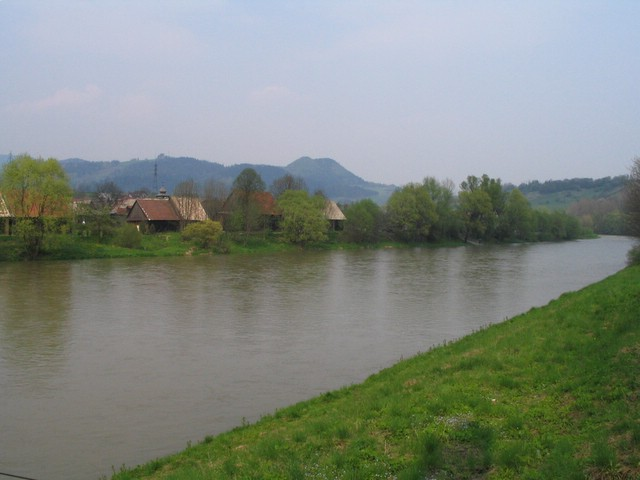

De Orava (Duits: Arwa, Pools: Orawa en Hongaars: Árva) is een rivier in Slowakije in de gelijknamige regio Orava. De Orava heeft een lengte van 60,3 km en mondt uit in de Váh nabij Kraľovany. De Orava ontspringt uit het Orava stuwmeer.
- Nationale Bibliotheek van Tsjechië: ge442379
- Virtual International Authority File: 370148574295724430005